# Afghan Institute of Learning
Afghan Institute of Learning (AIL) ist eine Nichtregierungsorganisation afghanischer Frauen, die 1995 von Sakena Yacoobi mitgegründet wurde und zum Ziel hat, die Bildung und die medizinische Versorgung von afghanischen Frauen und Mädchen in ländlichen bzw. armen Regionen zu fördern und zu unterstützen. Bis heute wurden von der Organisation mehr als 17.000 Lehrer ausgebildet und dadurch konnten fast 400.000 afghanische Frauen und Kinder eine schulische Bildung bekommen.
AIL ist das Projekt von Zonta International und wird von Ashoka unterstützt. AIL wurde 2004 mit dem Gruber-Preis für Frauenrechte ausgezeichnet. 2015 erhielt Yacoobi für ihre Arbeit mit dem AIL den WISE Prize for Education.